# Germaine Montero
Pour les articles homonymes, voir Montero (homonymie).
Germaine Montero, nom de scène de Germaine Berthe Caroline Heygel, née le 22 octobre 1909 à Paris et morte le 29 juin 2000 à Orange, est une comédienne et chanteuse française.
Exigeante et passionnée, elle créa et donna de grandes interprétations en tant que comédienne et chanteuse, et fut proche notamment de Federico Garcia Lorca, Jean Vilar, Jacques Prévert, Pierre Mac Orlan.

## Biographie
Germaine Montero naît en 1909 à Montmartre dans le 9e arrondissement de Paris, d'un père alsacien et d'une mère normande.
En 1931, elle part apprendre l'espagnol à Valladolid, puis s'installe quelques années plus tard à Madrid. Membre d'une troupe de théâtre parrainée par Federico Garcia Lorca, elle devient amie du poète, elle y débute comme comédienne (en langue espagnole) en 1932, et profite de ses voyages à travers le pays pour recueillir des chansons du folklore espagnol. Elle choisit son pseudonyme pour les besoins d'un film qui ne sera pas tourné, car l'insurrection de Juillet 1936, point de départ de la guerre d'Espagne, l'oblige à rentrer en France en 1936.
En 1938, Germaine Montero crée à Paris (en langue française) Font aux cabres de Lope de Vega, puis Noces de sang de Garcia Lorca (rôle de la jeune fille, en juin 1938), c'est ainsi grâce à Germaine Montero que l'on découvre Lorca en France. Elle joue également Le Bal des voleurs de Jean Anouilh (1938). Jacques Copeau lui propose d'entrer à la Comédie française, ce qu'elle refuse (n'appréciant pas le côté "concierge" qui y règne).
Engagée chez Agnès Capri, pour interpréter ses chansons espagnoles, elle y rencontre Jacques Prévert. Durant l'Occupation, elle monte un tour de chant consacré aux œuvres de ce dernier avec Josef Kosma au piano, qu'elle mène à travers la Zone libre et même jusqu'en Suisse à la fin de la guerre. Réservant ses prestations scéniques au théâtre, (Festival d'Avignon en 1947, T.N.P. de Chaillot, en 1951), elle consacre, à partir de 1948, l'essentiel de sa carrière de chanteuse, au disque. Son répertoire comporte essentiellement des chansons d'auteurs anciens, Béranger, Bruant, ou contemporains, Prévert, Desnos, Ferré, Ducreux, MacOrlan ... Au micro de Martin Pénet, âgée de 88 ans, elle évoque les souvenirs de sa carrière avec une sincérité et une verve demeurées intactes. Avec Bronislav Horowicz, ancien réalisateur à France-Culture et Maurice Grosjean ancien directeur artistique aux Disques Vega.
À la même époque, elle commence à chanter du folklore espagnol au cabaret « Chez Agnès Capri ». En 1941-1942, elle se produit dans des cabarets de la zone libre (Nice, Cannes, Marseille), participe à des feuilletons radiophoniques et passe au cabaret « Chez Gilles » à Lausanne, où elle effectue quelques enregistrements. En 1945, alors qu'elle est à Montpellier, elle travaille avec Joseph Kosma, qui est alors en vacances à Palavas-les-Flots, pour monter un récital de chansons de Jacques Prévert, qui souhaite qu'elle interprète ses chansons, récital qu'elle donne ensuite de retour à Paris au théâtre de l'Athénée.
En 1947, son ami Jean Vilar lui demande de participer à la création du festival d'Avignon. Elle y prend part de 1947 à 1949, aux côtés de Gérard Philipe ainsi que de Jeanne Moreau. En 1951, elle joue Mère Courage de Bertolt Brecht au Théâtre national populaire, pièce qui aura un très grand succès et qu’elle reprendra plus tard à partir de 1959.
Germaine Montero est connue pour ses rôles dramatiques au théâtre (notamment chez Jean Vilar), entre autres dans Noces de sang, Yerma ou La Maison de Bernarda Alba de Federico Garcia Lorca, poète et dramaturge espagnol qu'elle fait connaître en France.
Parallèlement à sa carrière de comédienne, elle chante et enregistre Jacques Prévert (il écrit notamment la chanson Je suis comme je suis pour elle). Pierre Mac Orlan la contacte car il souhaite qu'elle soit l'interprète de ses chansons. Ainsi, c'est Germaine Montero qui crée l'intégralité des chansons de Pierre Mac Orlan, qui la considère comme étant sa meilleure interprète. Elle enregistre notamment ses Chansons pour accordéon. Elle chante aussi des auteurs qu'elle aime, comme Aristide Bruant, Léo Ferré, Béranger. ainsi que les chansons de Mère Courage. Elle chante également en espagnol, notamment ses interprétations remarquables des chansons folkloriques recueillies par Federico Garcia Lorca. Son disque Paseando por España obtient le grand prix du disque en 1953.
Peu présente au cabaret, Germaine Montero se consacre à la radio, au théâtre, et tourne dans quelques films. Elle passe à l’Olympia en 1957 et obtient le Grand Prix de l’Académie Charles-Cros en 1970.
En 1966, elle décide d'arrêter la scène (car elle n'y trouve plus d'intérêt) et se consacre dorénavant à la radio.
En 1984, à l'occasion du tournage d'un téléfilm, elle retourne en Espagne où elle n'était pas revenue depuis 1936 et y revoit les lieux qu'elle avait fréquentée jeune. Ce sera son dernier tournage.  
Germaine Montero meurt à Orange le 29 juin 2000. Mariée au cinéaste Jean-Mario Bertschy, elle est inhumée avec lui au cimetière de Montrouge.

## Filmographie
- 1934 : Sapho de Léonce Perret
- 1936 : Partie de campagne de Jean Renoir (uniquement chanson)
- 1939 : Il peccato di Rogelia Sánchez de Carlo Borghesio et Roberto de Ribón
- 1943 : Le soleil a toujours raison de Pierre Billon
- 1946 : Aubervilliers de Éli Lotar - court métrage (uniquement chanson)
- 1946 : Au-dessus de la vallée de Nelo Risi - documentaire
- 1950 : Casimir de Richard Pottier
- 1950 : Lady Paname d'Henri Jeanson
- 1953 : Opération Magali de László V. Kish
- 1954 : Monsieur Ripois de René Clément
- 1954 : La Belle Otero de Richard Pottier (uniquement chanson)
- 1955 : Treize à table d'André Hunebelle
- 1955 : Voici le temps des assassins de Julien Duvivier (uniquement chanson)
- 1956 : Don Juan de John Berry
- 1958 : Les Jeux dangereux de Pierre Chenal
- 1958 : Paris mange son pain de Pierre Prévert - court métrage (uniquement la voix)
- 1962 : Mourir à Madrid de Frédéric Rossif - documentaire (uniquement la voix)
- 1962 : À Valparaíso de Joris Ivens - court métrage (uniquement la musique)
- 1962 : Le Masque de fer d'Henri Decoin
- 1962 : La Veuve joyeuse (Die lustige Witwe) de Werner Jacobs
- 1963 : Mélodie en sous-sol d'Henri Verneuil
- 1963 : Maria Carolina de Jésus de Daniel Camus
- 1965 : Dis-moi qui tuer d'Étienne Périer
- 1966 : La Curée de Roger Vadim
- 1970 : Caïn de nulle part de Daniel Daert
- 1970 : L'Homme qui vient de la nuit de Jean-Claude Dague
- 1972 : Jean Vilar, une belle vie de Jacques Rutman (participation)
- 1972 : Une saison dans la vie d'Emmanuel de Claude Weisz
- 1975 : La Vie de plaisance de Pierre Gautherin
- 1975 : Le Chant du départ de Pascal Aubier
- 1978 : Robert et Robert de Claude Lelouch
- 1982 : El Sur (Le sud) de Victor Erice
- 1984 : Stress de Jean-Louis Bertuccelli
- 1985 : Ana Non de Jean Prat

## Émissions de télévision
- 1973 : Le Monde merveilleux de Paul Gilson ; émission de Frederic Jacques Temple, Nino Frank et Philippe Agostini, réalisation de Philippe Agostini : (chanson)
- 1988 : Les Cinq Dernières Minutes, épisode : Mystère et pomme de pin de Jean-Pierre Desagnat

## Théâtre
- 1938 : Noces de sang (rôle de la jeune fille) de Federico García Lorca, mise en scène Marcel Herrand, Théâtre de l'Atelier (juin, puis repris en 1939 au théâtre Charles-de-Rochefort)
- 1946 : Divines Paroles de Ramón María del Valle-Inclán, mise en scène Marcel Herrand, Théâtre des Mathurins
- 1947 : La Terrasse de midi de Maurice Clavel, mise en scène Jean Vilar, Festival d'Avignon, 1er Festival d'Avignon
- 1947 : La Tragédie du roi Richard II de William Shakespeare, mise en scène Jean Vilar, 1er Festival d'Avignon
- 1948 : La Terrasse de midi de Maurice Clavel, mis en scène Jean Vilar, Théâtre du Vieux-Colombier
- 1949 : La Tragédie du roi Richard II de William Shakespeare, mise en scène Jean Vilar, Festival d'Avignon
- 1949 : Pasiphaé d'Henry de Montherlant, mise en scène Jean Vilar, Festival d'Avignon
- 1949 : Le Pain dur de Paul Claudel, mise en scène André Barsacq, Théâtre de l'Atelier
- 1950 : Le Bal des voleurs de Jean Anouilh, mise en scène André Barsacq, Théâtre des Arts
- 1950 : Henri IV de Luigi Pirandello, mise en scène André Barsacq, Théâtre de l'Atelier
- 1951 : Mère Courage de Bertolt Brecht, mise en scène Jean Vilar, TNP Théâtre de la Cité Jardins Suresnes
- 1952 : L’Échange de Paul Claudel, mise en scène Jean-Louis Barrault, Théâtre des Célestins
- 1953 : Ion de Bernard Zimmer d'après Euripide, mise en scène Henri Soubeyran, Théâtre antique Vaison-la-Romaine
- 1956 : La Tour de Nesle de Frédéric Gaillardet d'après Alexandre Dumas, mise en scène Jean Le Poulain, Théâtre des Mathurins
- 1956 : Le Capitaine Fanfaron de Bernard Zimmer d'après Plaute, mise en scène Henri Soubeyran, Théâtre des Mathurins
- 1958 : Monsieur de France de Jacques François, mise en scène Christian-Gérard, Théâtre des Bouffes-Parisiens
- 1959 : Mère Courage de Bertolt Brecht, mise en scène Jean Vilar, TNP, Festival d'Avignon
- 1960 : Mère Courage de Bertolt Brecht, mise en scène Jean Vilar, TNP, Festival d'Avignon
- 1963 : Noces de sang (rôle de la mère) de Federico García Lorca, mise en scène Bernard Jenny, Théâtre du Vieux-Colombier
- 1966 : La Maison de Bernarda Alba de Federico García Lorca, mise en scène Jacques Mauclair, Théâtre Récamier

## Discographie CD
Les enregistrements de Germaine Montero (près de 225 chansons) ont, par chance, presque tous été réédités en CD.
- 1993 : Germaine Montero chante Mère Courage, Le Chant du monde - réédité en 1999 - 1 CD
- 1993 : Germaine Montero, Présence de Lorca, Paseando por España, Le Chant du monde - réédité en 1999 - 1 CD
- 1993 : Germaine Montero, EMI Music/Odéon Label Group - réédition des enregistrements Pathé (volume 1) - 2 CD
- 1998 : Germaine Montero, chansons Espagnoles, chansons de Prévert, Rym Musique - réédition des enregistrements réalisés pour les disques VEGA - 2 CD
- 1999 : Germaine Montero, EMI Music/Odéon Label Group - réédition des enregistrements Pathé (volume 2) - 2 CD
- 2004 : Germaine Montero chante Federico Garcia Lorca, EMI Music/Capitol - réédition des enregistrements Pathé (volume 3) - 2 CD
- 2005 : Germaine Montero, Chansons à mon plaisir, EPM, collection Chanson de poètes - compilation d'enregistrements Pathé et Le chant du monde (certains titres n'avaient jamais été réédités) - 1 CD
- 2006 : Jacques Prévert, Le poète dénudé, EPM 985 342 - 1 CD - réédition du 33 tours 25 cm Chansons de Jacques Prévert enregistré en 1953 (Decca LF 133 033). Ajout de 3 titres extraits de la bande sonore du film Aubervilliers d'Elie Liotar (1945); Chanson de la Seine (avec Fabien Loris), Chanson de l'eau, Chanson des enfants.
- 2012 : Germaine Montero - De l'Espagne à la France, vingt ans de chansons 1944-1961, Frémeaux et Associés, sous la direction artistique de Jean Buzelin et Marc Monneraye - 4 CD

Les premiers enregistrements des chansons de Pierre Mac Orlan réalisés par la Radiodiffusion française en 1951 n'ont jamais été édités (émission La Chanson de mes villes). Il est également étonnant que la première (et sublime) version Pathé de La chanson de Margaret endisquée par Germaine Montero en 1955 avec l'orchestre de Philippe-Gérard n'ait jamais été rééditée en CD. Elle était parue sur le 45 tours Pathé 45 EG 142.

## Décorations
- Commandeur de l'ordre des Arts et des Lettres Elle est nommée commandeur lors de la promotion du 28 mai 1997[6].
- Chevalier de la Légion d'honneur (1971)

### Sources
- Notice nécrologique sur le site du Guardian